# Nofret
Nofret là một phụ nữ sống ở Ai Cập cổ đại trong triều đại thứ tư của Ai Cập.
Nefert có nghĩa là "đẹp". Nofret còn được gọi là Nefert hoặc Neferet.

## Tiểu sử
Cha mẹ của Nofret vẫn chưa được biết đến. Nofret kết hôn với Hoàng tử Rahotep, con trai của Pharaoh Sneferu. Bà có ba cô con gái và ba đứa con trai với Rahotep.
Nofret được chôn cất cùng chồng tại mastaba 16 tại Meidum. Vào năm 1871 bởi Daninos, những bức tượng tuyệt đẹp của Rahotep và Nofret đã được tìm thấy. Nofret được miêu tả với bộ tóc giả màu đen và khuôn mặt rất thanh tú. Các danh hiệu của bà bằng chữ tượng hình trên lưng ghế gọi bà là "Người quen của nhà vua". Các bức tượng hiện đang ở Bảo tàng Cairo. Mastaba của cặp vợ chồng có hai phòng chôn cất và hai nhà nguyện sùng bái. Nhà nguyện sùng bái miền Nam thuộc về Rahotep, phía bắc của Nofret. Tại đây, bà được miêu tả với Rahotep trước bàn cúng dường. Dòng chữ trên khung cảnh chỉ ra danh hiệu thứ hai cho bà ấy: miteret (bản dịch không được biết đến ngày hôm nay).

## Bọn trẻ
Con của Nofret và Rahotep là. Tất cả đều có cùng một danh hiệu:
- "Người quen của nhà vua" Djedi
- "Người quen của nhà vua" Itu
- "Người quen của nhà vua" Neferkau
- "Người quen của nhà vua" Mereret
- "Người quen của nhà vua" Nedjemib
- "Người quen của nhà vua" Sethtet [1]

## 2 bức tượng, Nofret và Rahotep
Bức tượng của Hoàng tử Rahotep có sáu cột dòng chữ, đặt tên cho các chức danh và nhiệm vụ của mình, với các cột ba và sáu, mỗi cột có tên là Ra-Hotep. Nofret có các dòng chữ giống hệt nhau, một cột cả phải và trái. Tên của bà ấy xuất hiện ở phía dưới, với định nghĩa để chỉ "người phụ nữ". Tên đầy đủ của bà là "Nsw-r (kh) -t, Nfr-t". Cuối cùng, nfr-t có nghĩa là "người phụ nữ xinh đẹp" (t là đại diện cho nữ tính); nsw-r (kh) -t, có nghĩa là "Người quen của nhà vua". 

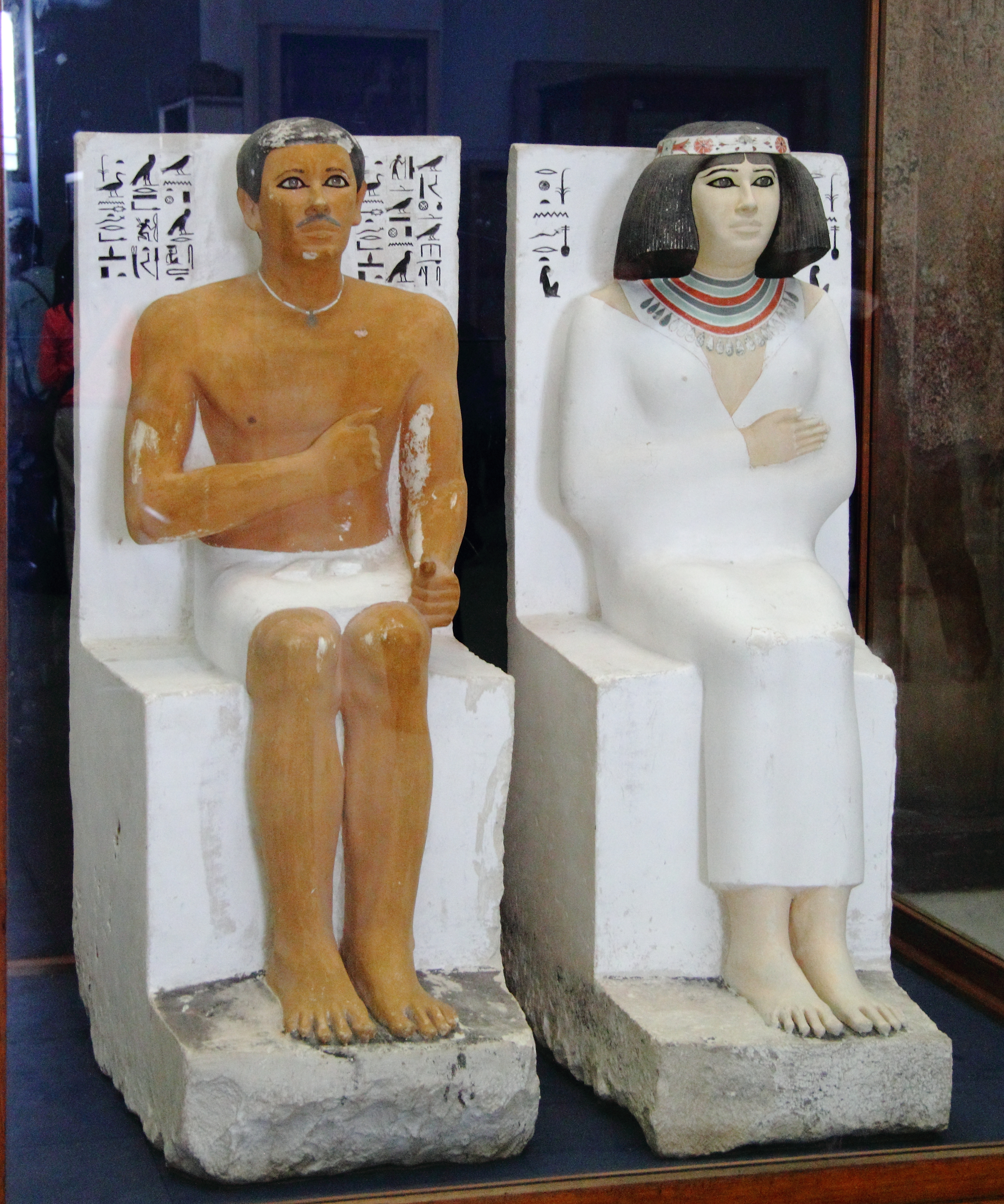
(Tượng 1 + 2)  cặp đôi: Ra-hotep và Nofret
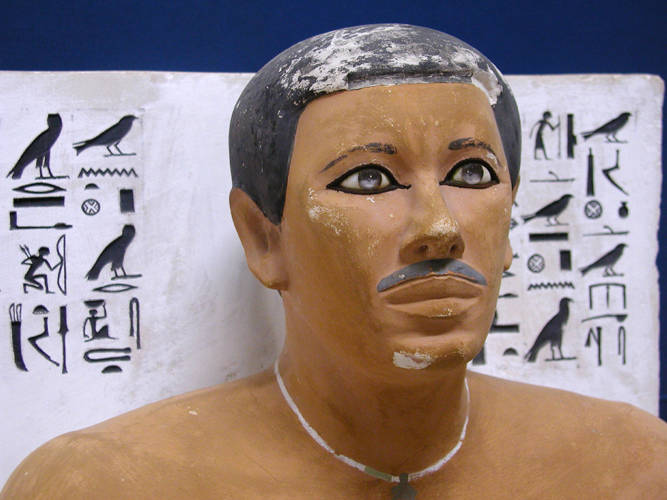
Ra-hotep